# Chiesa di San Nicola (Avezzano)
La chiesa di San Nicola era un edificio religioso situato ad Avezzano (AQ), in Abruzzo. Fu completamente distrutto dal terremoto della Marsica del 1915.

## Storia

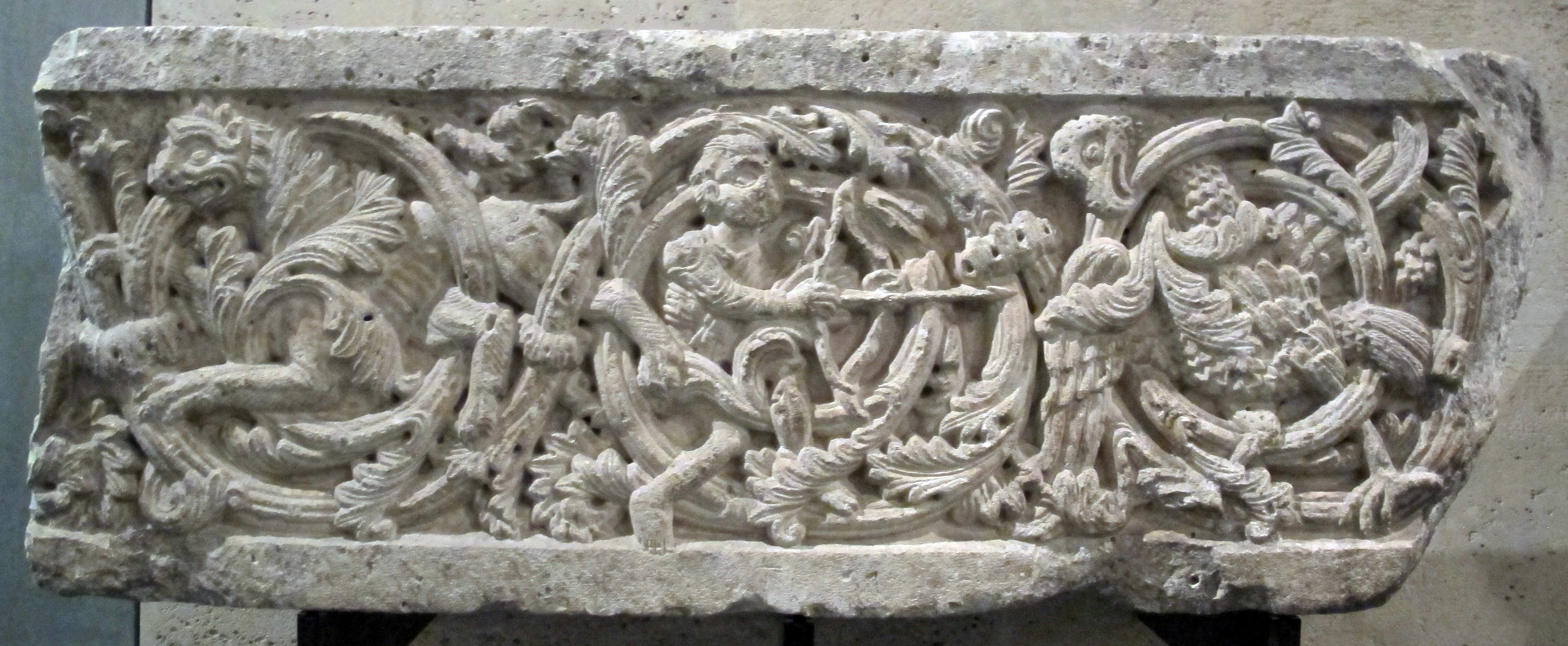
Frammento dell'architrave del XIII secolo conservato al museo del Louvre

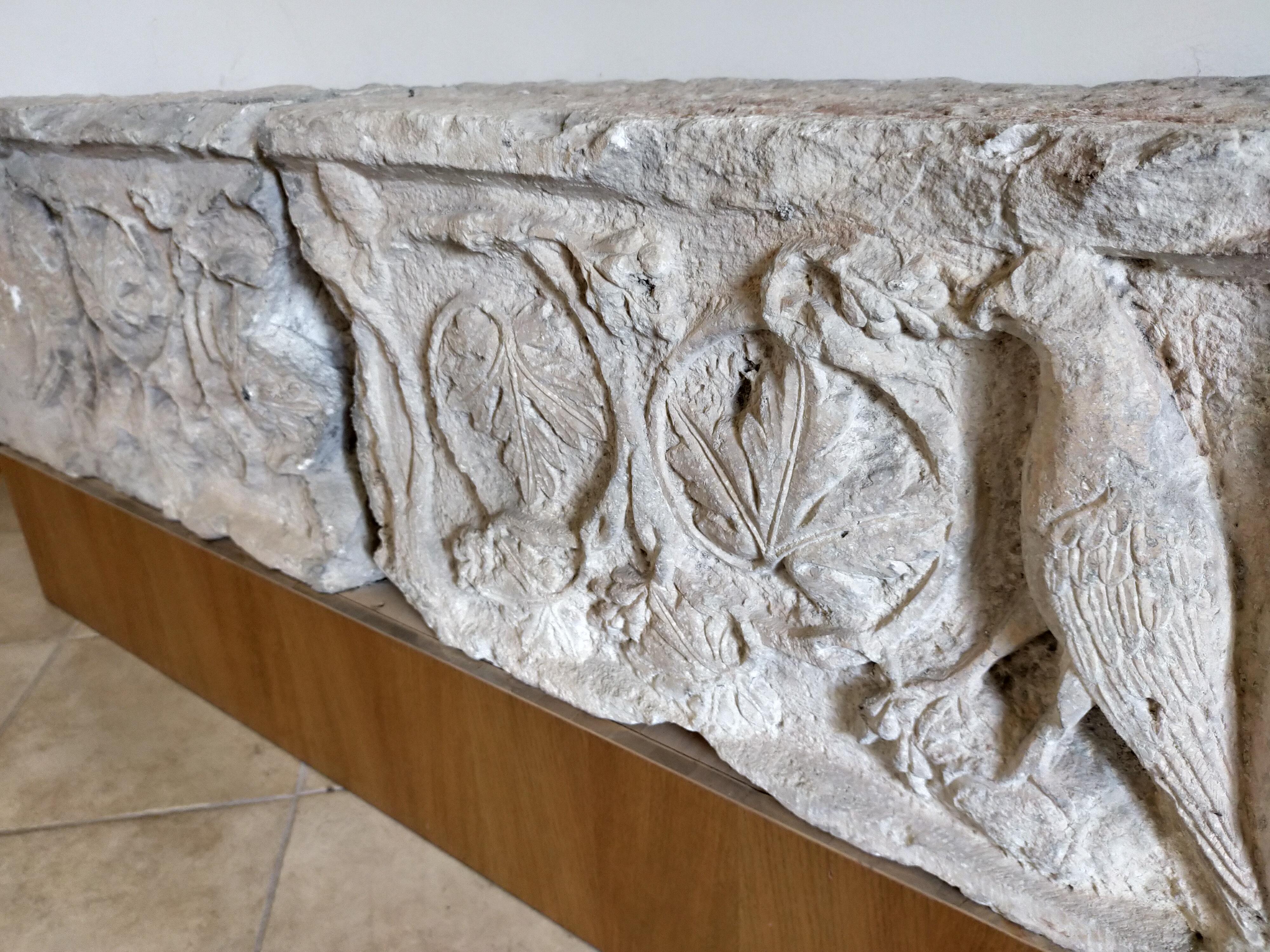
Architrave del portale laterale (Aia dei Musei - Avezzano)

La chiesa intitolata a San Nicola di Bari, nota anche come chiesa dei Santi Filippo e Nicola, da cui il nome dell'ospedale che vi si trovava di fronte,  era situata in via San Francesco al numero civico 74. La strada acquisì tale intitolazione per via della vicinanza all'omonimo complesso conventuale, la cui chiesa una volta ricostruita dalle macerie del terremoto del 1915 venne ufficialmente intitolata a san Giovanni Decollato, a cui prima del sisma era già dedicato l'oratorio.
Situata appena fuori dalla cinta muraria, a poca distanza dalle chiesuole della Madonna di Loreto e di Sant'Antonio Abate, la chiesa di San Nicola si caratterizzava per i due portali romanici di scuola marsicana che secondo Carlo Ignazio Gavini potevano risalire alla prima metà del XIII secolo ed essere antecedenti alla fondazione dello stesso edificio religioso, per cui furono aggiunti da un antico luogo di culto della zona, caduto in abbandono o in decadenza.
Nel corso del XVI secolo fu soggetta alla collegiata di San Bartolomeo a cui il vescovo dei Marsi, mons. Giambattista Milanese, con il benestare di Marcantonio II Colonna, concesse le sue rendite, così come quelle di altre chiese cittadine e rurali come la cappella e la badia di Sant'Andrea a Vicenna, la chiesa di Santa Maria in Vico, le chiesuole di San Basilio e San Simone, le chiese della Trinità e di San Rocco e le altre cappelle.
Nei primi anni del XIX secolo fu depredata dai napoleonici che saccheggiarono la città e sarebbe stata sconsacrata nella seconda metà dell'Ottocento. Emidio Agostinoni citando la chiesa in una pubblicazione che realizzò dopo un viaggio nel Fucino riportò che risultò chiusa al culto già dal 1874. 
Di sicuro nel 1902 la chiesa fu dichiarata edificio monumentale degno di essere conservato, insieme alle chiese di Santa Maria in Vico e Santa Maria in Cese, al castello Orsini-Colonna e ai cunicoli di Claudio.
L'edificio di culto crollò completamente a causa degli effetti distruttivi del terremoto della Marsica del 1915.

### Architrave e portale
Il soprintendente ai monumenti del Lazio, Antonio Muñoz, chiamato in Abruzzo per valutare i danni del sisma del 1915 al patrimonio artistico e architettonico, fece recuperare nel febbraio dello stesso anno un frammento dell'architrave in pietra del portale principale. Nel 1935 l'opera sarebbe stata commercializzata in Francia in modo poco chiaro e fu portata a Düsseldorf in Germania, infine, esposta dal 1983 al museo del Louvre di Parigi. Furono invece tutelati l'architrave laterale e le parti dei capitelli, dapprima conservati in alcuni locali del palazzo municipale di Avezzano e successivamente esposti nel lapidario dell'Aia dei Musei.